# Nürnberg (Schiff, 1935)
Der Leichte Kreuzer Nürnberg war der modernste 6000-Tonnen-Kreuzer der deutschen Kriegsmarine im Zweiten Weltkrieg. Er gehörte zur Leipzig-Klasse.
Er und sein Schwesterschiff Leipzig unterschieden sich von ihren Vorgängern der Königsberg-Klasse äußerlich dadurch, dass sie über nur einen Schornstein verfügten und die beiden hinteren 15-cm-Drillingstürme nicht mehr seitlich versetzt, sondern hintereinander aufgestellt waren. Dies wurde durch die verbesserte Maschinenanlage ermöglicht, die auf drei Wellen wirkte statt – wie bei den Vorgängern – nur auf zwei. Die Marschdiesel wirkten hierbei auf die Mittelwelle, während die Außenwellen von den Turbinen angetrieben wurden.

## Geschichte
Nach der Indienststellung fand die Nürnberg ihren ersten militärischen Einsatz in Spanien in der Unterstützung der Legion Condor und der nationalistischen Putschisten im Spanischen Bürgerkrieg. Es wurden unter anderem republikanische Einrichtungen bei Valencia beschossen.
Im Zweiten Weltkrieg wurde die Nürnberg nach dem Überfall auf Polen in die Nordsee verlegt, um dort Minenunternehmungen zu sichern. In der Nacht vom 12. zum 13. Dezember 1939 wurden sowohl die Nürnberg als auch die Leipzig von dem britischen U-Boot Salmon torpediert und beschädigt. Daraufhin kam die Nürnberg zwischen Dezember 1939 und Mai 1940 in die Werft. Nach dem Abschluss der Reparaturen wurde der Kreuzer nach Trondheim verlegt, wo sich bereits die Schlachtschiffe Scharnhorst und Gneisenau sowie der Schwere Kreuzer Admiral Hipper befanden. Am 25. Juli 1940 geleitete das Schiff die beschädigte Gneisenau nach Kiel und blieb dann zwischen August 1940 und November 1942 in deutschen Gewässern. Danach verlegte der Kreuzer nach Norwegen und traf am 2. Dezember 1942 in Narvik ein. Ab Mai 1943 befand er sich wieder in heimischen Gewässern. Auf dem Heimweg bei Stavanger stieß er auf zwei britische Schnellboote, die er jedoch abwehren konnte. Ab Mitte 1943 wurde die Nürnberg in der Ostsee eingesetzt, und dann 1945 im Skagerrak bei einem Minenunternehmen. Danach wurde sie nach Kopenhagen verlegt, wo Saboteure des dänischen Widerstands das Schiff am 13. Februar mit Sprengstoff beschädigten. Dort wehrte der Kreuzer in den letzten Kriegstagen Versuche dänischer Partisanen ab, das Schiff zu entern. Dabei starben viele Partisanen und vier Besatzungsmitglieder.
Vom 26. bis zum 29. Mai 1945 fuhr das Schiff zusammen mit mehreren Minensuchbooten, dem Schweren Kreuzer Prinz Eugen und den beiden britischen Kreuzern Devonshire und Dido nach Wilhelmshaven. Dort wurden 500 Mitglieder der Besatzung in britische Kriegsgefangenschaft genommen und das Schiff an sowjetische Militärs übergeben. Die restlichen 250 deutschen Besatzungsmitglieder überführten das Schiff in die Sowjetunion.

## Kommandanten (Kriegsmarine)
| 1. November 1935 bis 13. Oktober 1936 | Kapitän zur See Hubert Schmundt                  |
| 14. Oktober 1936 bis 8. Oktober 1937  | Kapitän zur See Theodor Riedel                   |
| 9. Oktober 1937 bis 15. November 1938 | Kapitän zur See Walter Krastel                   |
| November 1938                         | Kapitän zur See Heinz Degenhardt                 |
| November 1938                         | Fregattenkapitän Walter Hennecke (in Vertretung) |
| 24. November 1938 bis 7. August 1940  | Kapitän zur See Otto Klüber                      |
| 8. August 1940 bis 25. März 1941      | Kapitän zur See Leo Kreisch                      |
| 26. März 1941 bis 6. Juni 1943        | Kapitän zur See Ernst von Studnitz               |
| 7. Juni 1943 bis 13. Oktober 1944     | Kapitän zur See Gerhardt Böhmig                  |
| 14. Oktober 1944 bis Januar 1946      | Kapitän zur See Helmuth Gießler                  |

## Bekannte Besatzungsangehörige
- Walter Heck (1910–1987), war von 1969 bis 1970 als Flottillenadmiral Unterabteilungsleiter im Führungsstab der Streitkräfte
- Gert Jeschonnek (1912–1999), war von 1967 bis 1971 dritter Inspekteur der Marine
- Friedrich Kemnade (1911–2008), war von 1968 bis 1970, als Konteradmiral, Befehlshaber im Wehrbereich I in Kiel und deutscher Bevollmächtigter bei den Allied Forces Northern Europe

## Admiral Makarow
Nach Kriegsende der sowjetischen Marine als Kriegsbeute zugesprochen, wurde das Schiff am 5. November 1945 in die sowjetische Marineliste eingetragen und der Baltischen Flotte zugeordnet. Anfang Januar 1946 fuhr es, zusammen mit fünf anderen ehemals deutschen Schiffen (dem Zerstörer Erich Steinbrinck, dem Torpedoboot T 33, dem alten Torpedoboot und nunmehrigen Torpedofangboot T 107, dem alten Linienschiff/Zielschiff Hessen und dessen Steuerungsboot Blitz) nach Libau. Dort wurde der Kreuzer am 5. Januar 1946 in Admiral Makarow (Адмирал Макаров) umbenannt, zu Ehren von Stepan Ossipowitsch Makarow. Bis 1955 diente die Admiral Makarow als Flaggschiff der 8. Flotte in der Ostsee, mit Heimathafen Reval. Nachdem die Hauptkessel im Februar 1957 ernsthaften Schaden erlitten hatten, wurde die Admiral Makarow zum Schulschiff umfunktioniert und in Kronstadt stationiert, bis sie schließlich im Februar 1959 außer Dienst gestellt wurde. Das Schiff wurde am 15. Februar 1961 aus der Liste der Kriegsschiffe gestrichen und danach abgewrackt.

Leichter Kreuzer Nürnberg
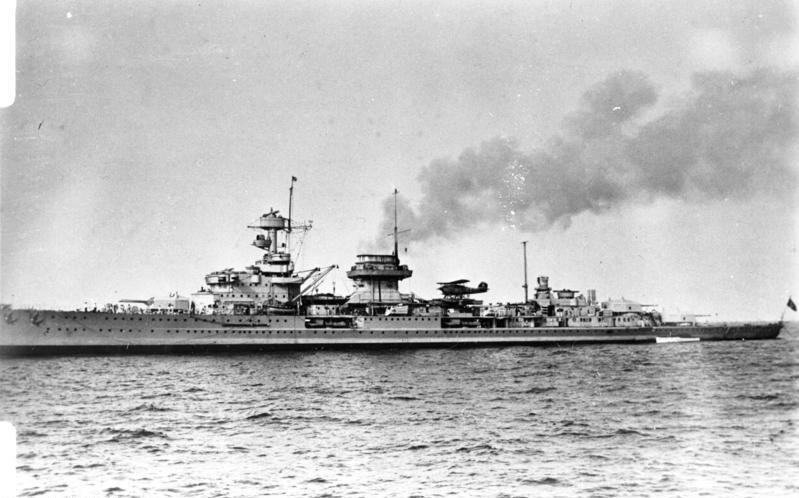
Ansicht von Backbord
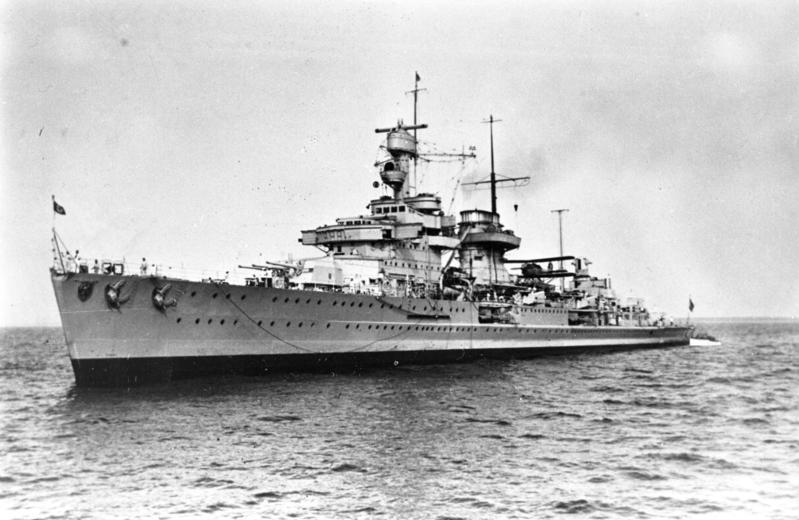
1935
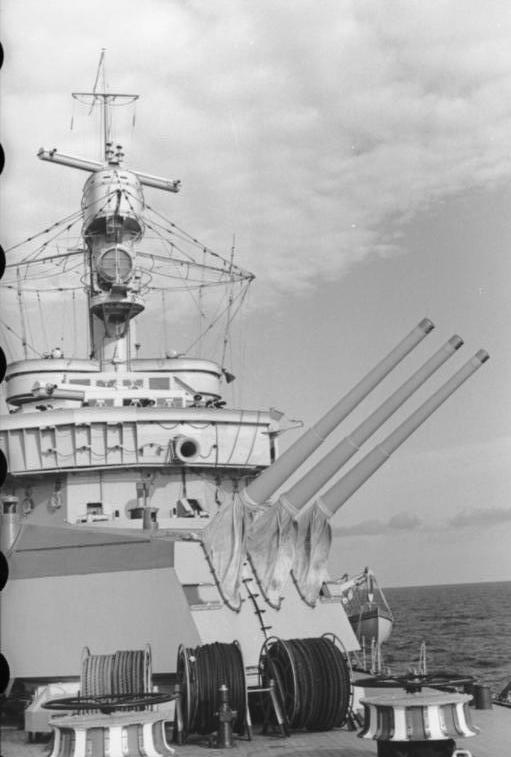
Vorderer Geschützturm
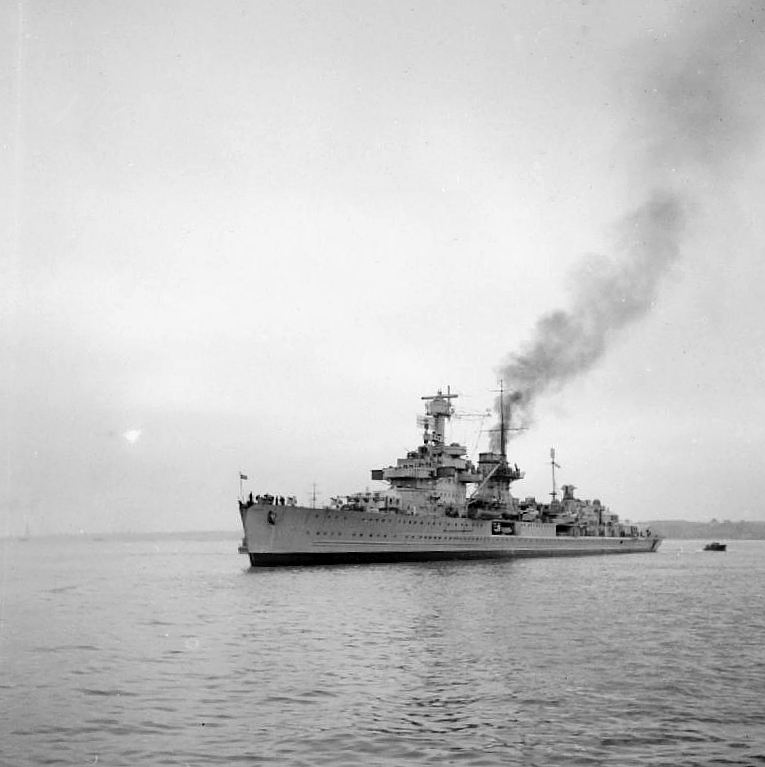
1946 vor Kiel nach Übergabe an die Sowjetunion

## Trivia
- In dem sowjetischen Monumentalfilm Das unvergeßliche Jahr 1919 von 1951 dient die Admiral Makarow als Filmrequisite und stellt ein britisches Flaggschiff dar.